# Sadleriana
Sadleriana é um género de gastrópode  da família Hydrobiidae.
Este género contém as seguintes espécies:
- Sadleriana bavarica Boeters, 1989
- Sadleriana bulgarica (A. J. Wagner, 1928)
- Sadleriana cavernosa Radoman, 1978
- Sadleriana fluminensis (Kuster, 1853)
- Sadleriana pannonica (von Frauenfeld, 1865)
- Sadleriana sadleriana (Frauenfeld, 1863)
  - Sadleriana sadleriana sadleriana (Frauenfeld, 1863)
  - Sadleriana sadleriana robici (Clessin, 1890)
- Sadleriana schmidtii (Menke, 1849)
- Sadleriana supercarinata (Schutt, 1969)